# Maeystown
Maeystown es una villa ubicada en el condado de Monroe en el estado estadounidense de Illinois. En el Censo de 2010 tenía una población de 157 habitantes y una densidad poblacional de 202,74 personas por km².

## Geografía
Maeystown se encuentra ubicada en las coordenadas 38°13′48″N 90°13′51″O / 38.23000, -90.23083. Según la Oficina del Censo de los Estados Unidos, Maeystown tiene una superficie total de 0.77 km², de la cual 0.77 km² corresponden a tierra firme y (0.67%) 0.01 km² es agua.

## Demografía
Según el censo de 2010, había 157 personas residiendo en Maeystown. La densidad de población era de 202,74 hab./km². De los 157 habitantes, Maeystown estaba compuesto por el 97.45% blancos, el 0% eran afroamericanos, el 0% eran amerindios, el 2.55% eran asiáticos, el 0% eran isleños del Pacífico, el 0% eran de otras razas y el 0% pertenecían a dos o más razas. Del total de la población el 1.27% eran hispanos o latinos de cualquier raza.